# Laura Lindner
Laura Lindner (* 6. Juni 1994 in Cottbus) ist eine deutsche Fußballspielerin.

## Karriere
Lindner wechselte 2007 in die Jugendabteilung vom 1. FFC Turbine Potsdam und gewann 2010 und 2011 mit den B-Juniorinnen die deutsche Meisterschaft. Seit der Saison 2011/12 gehört sie dem Kader von Potsdams zweiter Mannschaft an, mit der sie 2012 und 2014 jeweils die Meisterschaft der 2. Bundesliga Nord erringen konnte. Am 13. Dezember 2015 wurde sie für die Bundesligapartie gegen Werder Bremen erstmals in den Spieltagskader der ersten Mannschaft berufen und erzielte in dieser Partie nach ihrer Einwechslung für Jolanta Siwińska mit dem Treffer zum 4:0-Endstand in der 90. Minute ihr erstes Bundesligator.

## Erfolge
- Deutsche B-Juniorinnen-Meisterschaft 2010, 2011 (mit Turbine Potsdam)
- Meister 2. Bundesliga Nord 2012 und 2014 (mit Turbine Potsdam II)